# Ray Wilson (Fußballspieler)
Ramon „Ray“ Wilson (* 17. Dezember 1934 in Shirebrook, Derbyshire, England; † 15. Mai 2018) war ein englischer Fußballspieler. Der linke Abwehrspieler war Mitglied der englischen Nationalmannschaft, die 1966 im eigenen Land die Weltmeisterschaft gewann.

## Karriere
Nach Beendigung der Schule erlernte Wilson den Beruf des Eisenbahners und wurde von einem Talentscount des Vereins Huddersfield Town während eines Amateurspiels entdeckt. In Huddersfield trainierte Wilson fortan tagsüber und arbeitete in den späten Stunden auf den Gleisen, bevor er dann zum Wehrdienst einberufen wurde.
Sein Talent als leistungsstarker und wendiger Linksverteidiger mit Offensivqualitäten wurde schnell von Huddersfields Trainer Bill Shankly erkannt und nach zwei Jahren in der Armee debütierte Wilson in einem Spiel gegen Manchester United. Nach zwei weiteren Jahren etablierte er sich als Stammspieler auf seiner bevorzugten Position.
Wilsons erstes Länderspiel fand im April 1960 statt, als England gegen Schottland 1:1 spielte. Während der daran anschließenden zwölf Monate wurde er auch dort zu einem Stammspieler und dann von der FA in den Kader für die WM 1962 in Chile nominiert. Dort spielte Wilson in allen drei Gruppenbegegnungen und im Viertelfinale gegen Brasilien, als England aus dem Turnier ausschied.
Er konnte seinen Stammplatz auch nach der Weltmeisterschaft unter dem neuen Trainer Alf Ramsey, der nunmehr das alleinige Entscheidungsrecht (und damit nicht mehr die FA) über die Nationalmannschaftsberufungen besaß, verteidigen. Andere Spieler auf dieser Position, wie beispielsweise Gerry Byrne vom FC Liverpool, erhielten auch ihre Möglichkeiten und kamen zu Länderspielen, aber Wilson sollte weiterhin Ramseys erste Wahl bleiben, obwohl er nur für einen vergleichsweise kleinen Verein spielte.
Dies änderte sich im Jahr 1964, als Wilson Huddersfield verließ, um sich dem FC Everton anzuschließen. Zu dieser Zeit hatte er bereits 30 Länderspieleinsätze, was bis zum heutigen Tag einen Rekord für einen Spieler in Diensten von Huddersfield Town darstellt. In seiner ersten Partie erlitt Wilson einen Muskelriss, der ihn für den Großteil der verbleibenden Saison sowohl für Everton als auch für England außer Gefecht setzte.
Als Gastgeber der WM 1966 musste England nicht an Qualifikationsspielen teilnehmen, so dass Ramsey während der Zusammenstellung seines Kaders mit mehreren Linksverteidigern experimentierte. Als das Turnier näher kam, gewann Wilson mit Everton im Wembley-Stadion den FA Cup.
Im Finale stand Everton dem Außenseiter Sheffield Wednesday gegenüber. Das Spiel selbst startete für Wilson unglücklich, als er einen Direktschuss von Sheffields Spieler Jim McCalliog nach nur vier Minuten ins eigene Tor abfälschte, obwohl McCalliog den Treffer später für sich beanspruchen sollte. Sheffield Wednesday erhöhte auf 2:0, bevor Everton dann das Spiel noch mit 3:2 umbiegen konnte.
Im Verlauf des Jahres absolvierte Wilson sechs weitere Partien im Wembley-Stadion und war in allen Spielen der WM 1966 präsent, als die Mannschaft von Ramsey in der Gruppe mit Uruguay, Mexiko und Frankreich die nächste Runde erreichte und nach einem aggressiv geführten Viertelfinalspiel gegen Argentinien sowie einem Halbfinalsieg gegen Portugal das Endspiel erreichte. Das Semifinale war dabei Wilsons 50. Länderspiel.
Das Finale gegen Deutschland sollte dann ein wichtiges Kapitel im englischen Fußball darstellen. Wilsons schwache Kopfballabwehr ermöglichte dem deutschen Stürmer Helmut Haller die frühe Führung, aber nach einigen Drehungen und Wendungen in der Partie und vor allem nach dem historischen drei Toren von Geoff Hurst gewann England noch mit 4:2. Wilson war in seinem 32. Lebensjahr das älteste Mitglied der Mannschaft und der Weltmeistertitel stellte die Krönung einer erfolgreichen Saison dar. Nur Roger Hunt, der mit Liverpool ebenfalls einen Vereinstitel gewinnen konnte, war ebenfalls in diesem Jahr sowohl im Verein als auch in der Nationalmannschaft erfolgreich.
Ramsey stellte Wilson auch in den anschließenden Spielen zur EM 1968 auf, als England dann im Halbfinale scheiterte und zum Abschluss Dritter wurde. Wilsons 63. und letztes Länderspiel war das Spiel um den dritten Platz gegen die Sowjetunion. War 1966 noch Wilsons Jahr der Titelgewinne, so stellte 1968 ein Jahr der knapp verpassten Trophäen dar. Neben der verpassten Europameisterschaft verlor er mit Everton zuvor im Finale des FA Cups gegen West Bromwich Albion.
Eine Knieverletzung, die Wilson im Sommer 1968 erlitt, und der aufstrebende junge Außenverteidiger Terry Cooper von Leeds United sorgten dann für das Ende der Nationalmannschaftskarriere Wilsons. Cooper sollte im Anschluss, wie Wilson im Jahr 1966 zuvor, eine gute Leistung bringen, obwohl England im Viertelfinale dann aus dem Turnier ausschied. Zur gleichen Zeit, als Wilsons Ende in der Nationalmannschaft besiegelt wurde, war auch sein Zenit in Everton überschritten. Er konnte sich zwar nach überstandener Verletzung wieder gesund melden, besaß aber nicht mehr die Schnelligkeit früherer Tage und wurde 1969 zu Oldham Athletic transferiert und verpasste deshalb Evertons Meistertitel in der First Division im Jahr 1970. Nur ein Jahr später zog er sich vom Fußballsport zurück.
Zweifellos ist Wilson der Weltmeister von 1966 mit dem geringsten Bekanntheitsgrad. Nur kurz nach seiner sportlichen Karriere baute er in Huddersfield ein erfolgreiches Bestattungsunternehmen auf. Im Jahr 2000 wurde er gemeinsam mit vier weiteren Nationalmannschaftskameraden von 1966 (Hunt, George Cohen, Nobby Stiles und Alan Ball) für seine Verdienste für den englischen Fußball mit dem Order of the British Empire als MBE ausgezeichnet. Der Ehrung ging dabei eine Medienkampagne voraus, die der Überraschung Ausdruck verlieh, dass die Beiträge dieser Spieler zu einem der größten Erfolge im englischen Fußball noch nicht gewürdigt worden waren. Die anderen sechs Spieler der Mannschaft waren, wie auch Ramsey, bereits zuvor geehrt worden.
Wilson zog sich aus dem Bestattungsgeschäft im Jahr 1997 zurück und lebte zurückgezogen in Halifax. Er starb im Mai 2018 im Alter von 83 Jahren.

## Erfolge
- Weltmeister: 1966
- FA-Cup-Sieger: 1966